# Altirhinus kurzanovi
Altirhinus è un genere estinto di dinosauro ornitopode iguanodonte, vissuto verso la fine del Cretaceo inferiore (circa 110 milioni di anni fa). Conosciuto per una singola specie, A. kurzanovi, i cui resti sono stati rinvenuti in Mongolia. Il nome della specie è un omaggio al paleontologo russo Sergei Kurzanov che trovò i resti dell'animale in una spedizione del 1981.

## Il "naso alto"
Questo grande dinosauro, lungo circa 7 metri, appartiene al gruppo degli iguanodonti; per molti anni dopo la sua scoperta venne classificato all'interno del famoso genere Iguanodon, sotto il nome specifico di Iguanodon orientalis. Le caratteristiche del cranio, tuttavia, lo rendevano del tutto diverso dalla ben nota forma europea. La parte anteriore del muso era stranamente rigonfia e alta, e le narici erano molto più ampie rispetto a quelle degli altri iguanodonti. 

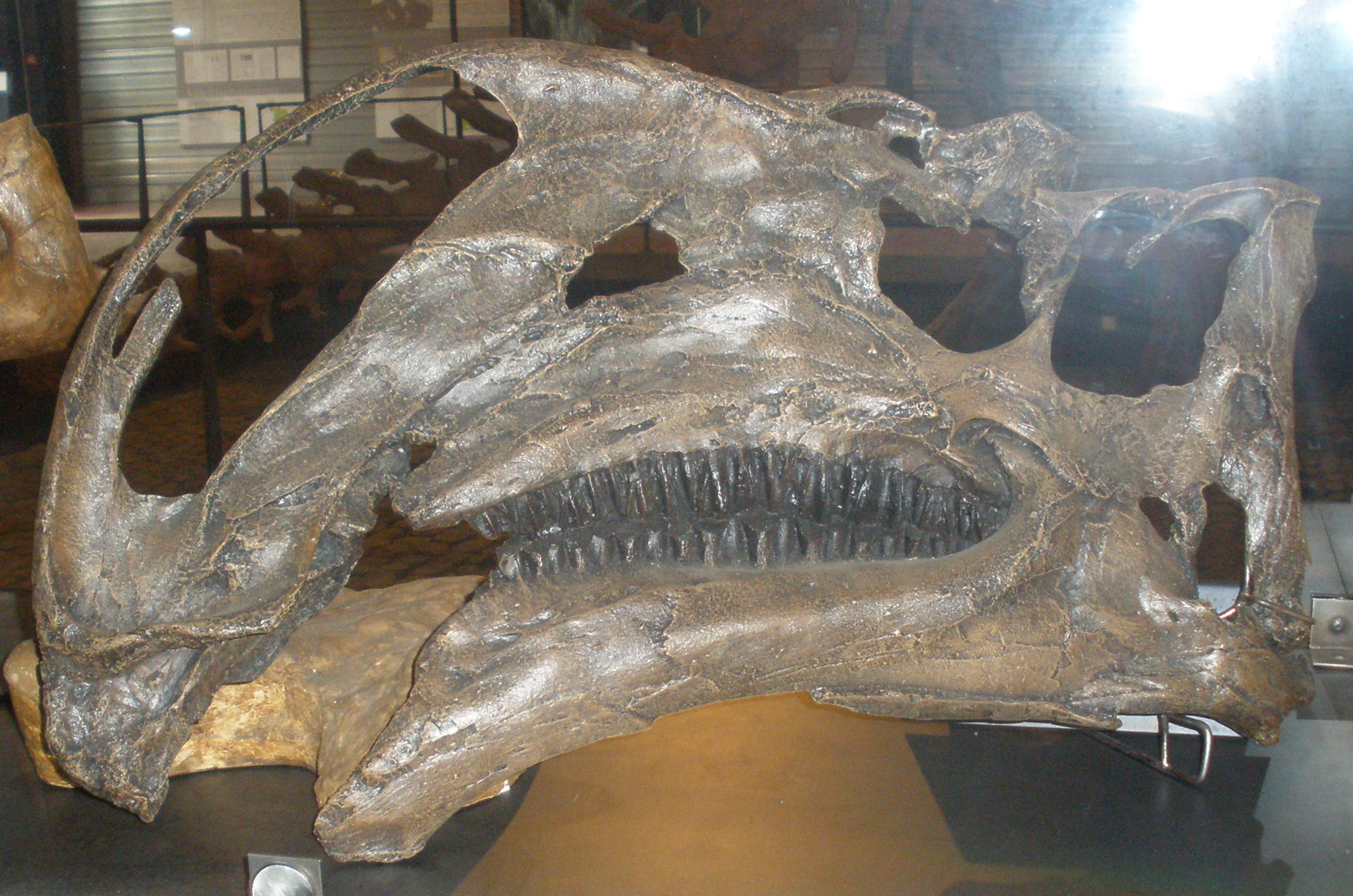
Cranio di Altirhinus

Questa caratteristica, forse, permetteva una miglior capacità di raffreddamento dell'aria, dal momento che l'altirino (il cui nome significa “naso alto”) viveva con tutta probabilità in climi più secchi e caldi rispetto a quelli in cui vivevano i suoi simili europei. In ogni caso, il resto del corpo doveva essere molto simile a quello degli altri iguanodonti: le zampe anteriori erano fornite di zoccoli e di un “pollice – aculeo” efficace come strumento difensivo, mentre le zampe posteriori, più robuste, potevano sorreggere l'intero corpo quando l'animale si trovava in posizione bipede.

## Convergenza evolutiva
Un'altra specie di iguanodonte dotata di una struttura cranica simile è stata rinvenuta in Australia in terreni coevi; tuttavia Muttaburrasaurus langdoni (questo il nome dell'animale) sembrerebbe essere stato molto più primitivo della specie asiatica. Le somiglianze, quindi, dovrebbero essere dovute a un fenomeno di convergenza evolutiva.

## Nella cultura di massa
Kron e Bruton, personaggi del film Disney Dinosauri (2000) sono degli Altirhinus, tuttavia il pubblico riconosce i due animali (soprattutto Kron) come Iguanodonti, a causa della somiglianza con questa specie, la scarsa popolarità che in confronto con quella di Iguanodon è misera, e il fatto che nel film appaia un numero estesissimo di Iguanodonti, uno tra questi è il protagonista Aladar.